# Leagănul Omenirii
Leagănul Omenirii este un areal în care se află resturile fosile umanoide din siturile de la Sterkfontein, Swartkrans și Kromdraai. Zona se află la 50km nord-vest de orașul Johannesburg în Africa de Sud. Zona se întinde pe o suprafață de 474 km² și cuprinde un ansamblu de peșteri din calcar, incluzând și peștera Sterkfontain unde s-a descoperit și resturile fosile ale unui exemplar din specia Australopithecus africanus (poreclit Doamna Ples) vechi de 2,3 milioane de ani. Osemintele s-au descoperit în anul 1947 de către doctorii Robert Broom și John Robinson. 
Resturile umane descoperite aici sub formă de brecie. Probabil umanoizii populau întregul continent african dar datorită factorilor ambientali nu s-au putut păstre fosilele lor decât în condiții care au permis acest lucru.